# آرتور ادوارد بارستو
آرتور ادوارد بارستو (انگلیسی: Arthur Edward Barstow; ۱۷ مارس ۱۸۸۸ – ۲۸ ژانویهٔ ۱۹۴۲) فرد نظامی اهل بریتانیا بود. وی همچنین برندهٔ جوایزی همچون صلیب نظامی شده‌است.
وی یک افسر ارتش هند بریتانیا بود که در طول نبرد مالایا فرماندهی لشکر نهم هند را بر عهده داشت. او در سال ۱۹۴۲ در حین خدمت فعال، هنگام تلاش برای عبور از یک پل راه‌آهن تخریب‌شده در نزدیکی روستای لایانگ لایانگ، توسط ژاپنی‌ها مورد هدف قرار گرفت و کشته شد.